# Phạm Hồng Phong (họa sĩ)
Phạm Hồng Phong có tên đầy đủ là Phạm Văn Ty (1944–?) là họa sĩ người Việt Nam, ông từng giành hai giải Thiết kế mỹ thuật xuất sắc của Liên hoan phim Việt Nam.

## Tiểu sử
Phạm Hồng Phong sinh ngày 15 tháng 2 năm 1944, tại Thị trấn Cồn huyện Hải Hậu tỉnh Nam Định. Ông tốt nghiệp ngành Thiết kế Mỹ Thuật & điện ảnh tại Đại học Mỹ thuật Thành phố Hồ Chí Minh khóa học 1975–1980 và được phong tặng danh hiệu Nghệ sĩ ưu tú vào năm 1997.

## Tác phẩm

### Điện ảnh
| Năm  | Tựa đề                  | Đạo diễn              | Chú thích |
| ---- | ----------------------- | --------------------- | --------- |
| 1982 | Vua lửa                 | Huy Thành             |           |
| 1986 | Đất lạ                  | Huy Thành             |           |
| 1987 | Phiên tòa cần chánh án  | Việt Linh             |           |
| 1988 | Cao Nguyên F101         | Lê Hoàng Hoa          |           |
| 1990 | Tôi với em              | Xuân Cường            |           |
| 1992 | Dấu ấn của quỷ          | Việt Linh             |           |
| 1994 | Mảnh đất tình đời       | Nguyễn Vinh Sơn       |           |
| 1995 | Lời thề                 | Nguyễn Tường Phương   |           |
| 1997 | Tổ quốc tiếng gà trưa   | Huy Thành             |           |
| 1998 | Hải Nguyệt              | Trần Mỹ Hà            |           |
| 1999 | Chung cư                | Việt Linh             |           |
| 1999 | Ba mùa                  | Tony Bui              |           |
| 2002 | Mê Thảo, thời vang bóng | Việt Linh             |           |
| 2004 | Mùa len trâu            | Nguyễn Võ Nghiêm Minh |           |

### Hội họa
- Cung đàn (chất liệu: tượng gỗ)[4]
- Hạ quyết tâm vào trận (chất liệu: sơn dầu)[4]

## Giải thưởng
| Năm  | Giải thưởng                        | Hạng mục      | Đề cư                      | Tác phẩm                | Chú thích |
| ---- | ---------------------------------- | ------------- | -------------------------- | ----------------------- | --------- |
| 2007 | Liên hoan phim Việt Nam lần thứ 10 | Phim điện ảnh | Thiết kế mỹ thuật xuất sắc | Dấu ấn của quỷ          | [ 1 ]     |
| 2009 | Liên hoan phim Việt Nam lần thứ 14 | Phim điện ảnh | Thiết kế mỹ thuật xuất sắc | Mê Thảo, thời vang bóng | [ 2 ]     |